# Upplands runinskrifter 680
Upplands runinskrifter 680 är ett vikingatida runstensfragment av röd sandsten i Skoklosters kyrka, Skoklosters socken och Håbo kommun. Fragmentets storlek är 0,52 gånger 0,30 meter. Endast en slinga med tre runor finns bevarat på stenen. Fragmentet var försvunnet i ungefär 200 år men återfanns på kyrkogården vid grävningsarbete 1945.

## Inskriften
Translitterering av runraden:
...alf...[sat]...
Normalisering till runsvenska:
...